# Primer 55
Primer 55 fue una banda estadounidense de nu metal que se formó en 1997 en Memphis, Tennessee. El nombre se originó de la combinación de Primer, que significa «algo que está sin terminar», y 55, que hace referencia a la Interestatal 55, «la carretera por la que circulan las drogas para llegar a Chicago a través de Memphis».

## Historia

### Primeros años (1997-1998)
Primer 55 se formó en 1997 en Memphis por el guitarrista Bobby Burns y el vocalista J-Sin. Ambos se conocieron cuando la banda anterior de J-Sin era el acto de apertura de la banda anterior de Burns. Las influencias de la música heavy metal de Burns y de hip hop de J-Sin se fusionaron para crear el sonido rap rock de la banda. Luego se agregaron el bajista Mike «Jr.» Christopher y el baterista Josh McLane para completar la formación.

### Contrato discográfico,Introduction to Mayhemy(The) New Release(1999-2002)
Después de lanzar un EP a través el sello independiente Propellant Transmissions, Primer 55 firmó un contrato con Island Records y reeditó el EP como su álbum debut, Introduction to Mayhem el 25 de enero de 2000. El álbum remezclado y reconstruido presenta apariciones del disc-jockey de Incubus Chris Kilmore y el líder de Hed PE, Jared Gomes.
La banda realizó una gira con Biohazard, Slipknot, Machine Head y Dope antes de conseguir un lugar como intérprete de segundo escenario en la gira del festival Ozzfest. Luego, en septiembre de 2000, Primer 55 realizó una gira junto a Soulfly, downset. y Slaves on Dope. Durante ese tiempo, la banda experimentó varios cambios de formación, un patrón que continuaría durante la grabación de su próximo álbum y más adelante.
El 14 de agosto de 2001, Primer 55 lanzó su segundo álbum de estudio, (The) New Release. Alcanzó el número 1 en Heatseekers Chart de Billboard y el número 102 en el Billboard 200. El sencillo del álbum, «This Life», alcanzó el puesto 37 en la lista Billboard Mainstream Rock Tracks. Después del éxito inicial del álbum, Island Records lo abandonó repentinamente. Burns le dijo a PureGrainAudio: «El álbum salió dos meses después, cuando ocurrió los atentados del 11 de septiembre, nos perdimos en medio de esa confusión que se estaba produciendo en Nueva York en ese momento».
A pesar de tener su álbum archivado, la banda se embarcó en «The $12 Riot Tour» el 31 de octubre con Dope, Skinlab y Society 1. Al año siguiente, Primer 55 actuó como telonero en el Gathering of the Juggalos de 2002 en Peoria, Illinois.

### Primera separación (2003-2006)
En 2003, la banda hizo una pausa después de problemas con los sellos discográficos e internos entre los compañeros de banda. Burns se unió a Soulfly, banda que conoció mientras estaba de gira con Ozzfest 2000. Realizó giras por todo el mundo y lanzó cuatro álbumes como bajista de la banda. Lamentablemente, J-Sin tendría que luchar contra la adicción al alcohol y las drogas, y Burns luego lo describió como alguien «que no estaba en condiciones de salir de gira ni nada por el estilo durante un tiempo realmente largo».

### Tercer álbum abortado y segunda separación (2007-presente)
Cuando Soulfly entró en pausa en 2007, Crash Music contactó a Burns, inspirándolo a reformar Primer 55 con J-Sin y unirse a la banda Love Said No. El «Crash Music Metal Crusade Tour» llevó a ambas bandas de gira a fines de 2007, y la banda lanzó el EP Family for Life, una colección de canciones inéditas grabadas entre 1998 y 2002, el 6 de noviembre.
En una actuación a principios de 2008, el rapero Donny «The DRP» Polinske asistió a una actuación de Primer 55 con la esperanza de que Burns y J-Sin estuvieran interesados en participar en una canción de su álbum en solitario. Sin embargo, después de sólo tres semanas de gira, J-Sin se vio obligado a abandonar la banda debido a las malas actuaciones y comportamientos causados por las continuas adicciones a las drogas y al alcohol que eventualmente lo llevarían a rehabilitación. Si bien J-Sin fue reemplazado temporalmente por Heath Joyce, un viejo amigo de Burns, oficialmente The DRP se convertiría en el próximo vocalista de Primer 55, actuando con la banda en el Gathering of the Juggalos de 2008 junto a 2 Live Crew, Ice T y Twiztid.
En 2009, Primer 55 lanzó la canción «Flexin'» acompañado de un video musical. Se estaba preparando un álbum de larga duración titulado New American Gangsters, hasta enero de 2010, cuando Burns despidió a todos los demás miembros de la banda. Más tarde ese año, en la página oficial de Myspace de la banda se anunció que J-Sin había regresado a la banda, y que el grupo reanudó las grabaciones y actuaciones con The DRP.
A principios de 2012, Primer 55 comenzó a tocar sets acústicos en el medio oeste y sureste de los Estados Unidos después de que Burns se inspirara al ver actuaciones de MTV Unplugged de bandas como Nirvana y Korn. En 2012, As Seen On TV fue reeditado bajo el título The Big Fuck You, con pistas adicionales.
Primer 55 entró en una pausa indefinida el 7 de octubre de 2015, mientras Burns trabajaba en su banda, Murder The Flesh.
El 10 de agosto de 2018, J-Sin murió a los 40 años después de una larga batalla contra la hepatitis C.
Durante diciembre de 2019, se habló de nuevos espectáculos para conmemorar el 20 aniversario de Introduction to Mayhem en 2020.

## Miembros

### Última formación
- Bobby Burns: guitarra (1997-2003, 2007-2015), voz (2010-2015)
- Joey Busciglio: guitarra (2013-2015)
- Darren Walling: bajo (2014-2015)
- Heath Shaw: batería (2012-2015)

### Miembros anteriores
- Jason «J-Sin» Luttrell: voz (1997-2003, 2007, 2010) (fallecido en 2018)
- Josh McLane: batería (2000-2001)
- Mike «Jr.» Christopher: bajo (2000-2001)
- Preston Nash: batería (2001-2003)
- Kobie Jackson: bajo (2002-2003)
- Joshua Toomey: bajo (2003, 2007-2010)
- Heath Shaw: batería (2011-2013)
- Donny «The DRP» Polinske: voz (2008-2010)
- Nic Bell: bajo (2012-2014)

## Discografía

### Álbumes de estudio
- Introduction to Mayhem (2000)[24]
- (The) New Release (2002)[25]

### Otros lanzamientos
- As Seen on TV (1999)
- Bootleg I/Bootleg II (2005)
- Family for Life (2007)
- The Big Fuck You (2012)

### Sencillos
- «Loose» (2000)[26]
- «Set It Off» (2000)[27]
- «Appetite for Destruction» (2000)[28]
- «This Life» (2001)[29]